# 432 Pythia
A 432 Pythia (ideiglenes jelöléssel 1897 DO) a Naprendszer kisbolygóövében található aszteroida. Auguste Charlois fedezte fel 1897. december 18-án.